# Боарија Ранди (Падова)
Боарија Ранди је насеље у Италији у округу Падова, региону Венето.
Према процени из 2011. у насељу је живело 25 становника. Насеље се налази на надморској висини од 2 м.